# Gerard Baerends
Pieter Gerardus (Gerard) Baerends (La Haye, 30 mars 1916 - Groningue, 1er septembre 1999) était un éthologue néerlandais.  Il a été l'une des figures dominantes de l'éthologie aux Pays-Bas.

## Biographie
Gerard Barends a étudié la biologie à l'Université de Leyde et a été l'un des étudiants de Nikolaas Tinbergen. Il se spécialise dans l'étude du comportement des animaux dans leur habitat naturel et cette approche lui a fourni un nouveau cadre théorique pour expliquer le comportement animal.
À cette époque, l'étude des animaux se faisait en laboratoire, il en résultait forcément que la réponse de ces animaux ne correspondait pas à celle qu'ils auraient eue s'ils avaient été étudiés dans leurs conditions de vie naturelles. Par ses observations et ses expériences de terrain, l'approche de Baerends contournait ce problème.

## Contributions à  l'éthologie
En 1941 Baerends fut invité par Tinbergen à effectuer une étude du comportement reproductif et de l'orientation chez la guêpe. Du fait de cette approche sur le terrain, Barends, par l'analyse du comportement complexe de la guêpe, en est venu à une théorie voulant que le comportement de l'animal soit structuré de façon hiérarchique.
Ces études firent apparaître clairement dans quelle mesure le comportement animal, en situation naturelle, diffère de celui des animaux dans des situations de laboratoire.
En 1946, il a été nommé professeur de zoologie à l'Université de Groningue. Cela est principalement dû à l'utilisation généralisée de son approche expérimentale sur le terrain. Cette combinaison de l'éthologie et l'écologie sur le terrain permis ainsi de découvrir de nombreux comportements naturels dans le monde animal.
En 1948,  Baerends fonde avec Tinbergen et William Thorpe, la revue scientifique Behaviour, dont il a été le rédacteur en chef  jusqu'en 1991. En 1972, il a créé avec le réalisateur Bert Haanstra le film Les bêtes, qui a été nommé pour un Oscar du meilleur documentaire . Ce film a suscité des réactions autant positives que négatives et a contribué à relancer des discussions sur la théorie de l'évolution.

## Publications
- Fortpflanzungsverhalten und Orientierung der Ammophila campestris. Tijdschrift voor Entomologie (1941), Jg. 84, S. 68-275
- Samen met J.M. Baerends-van Roon: An introduction to the study of cichlid fishes. Behaviour (1950), Suppl. 1, blz. 1-242
- Met anderen: Ethological studies on 'Lebistes reticulatus' (Peters). Behaviour (1955), Vol. 8, blz. 249-332
- Aufbau des tierischen Verhaltens. In: J. G. Helmcke: Handbuch der Zoologie, Band VIII, 7. Lieferung, Berlin, 1956, Uitg. Walter de Gruyter, blz. 1-32
- Comparative methods and the concept of homology in the study of behaviour. Archives Neerlandaises de Zoologie (1958), Band 13, (Suppl. 1), blz. 401-417
- Samen met R.H. Drent: The herring gull and its egg. Vol. 1: Behaviour (1970), Suppl. 17, blz. 1-312. Vol. 2: Behaviour (1982), Vol. 82, blz. 1-415
- Samen met M. Lindauer: Moderne Methoden und Ergebnisse der Verhaltensforschung bei Tieren. Westdeutscher Verlag, 1972,  (ISBN 3531082183)
- Redactie: Function and evolution in behaviour. Essays in honour of Niko Tinbergen. Clarendon Press, Oxford, 1975.  (ISBN 0-19-857382-0)
- The functional organization of behaviour. Animal Behavior (1976), Vol. 24, blz. 726-738